# 出前一丁

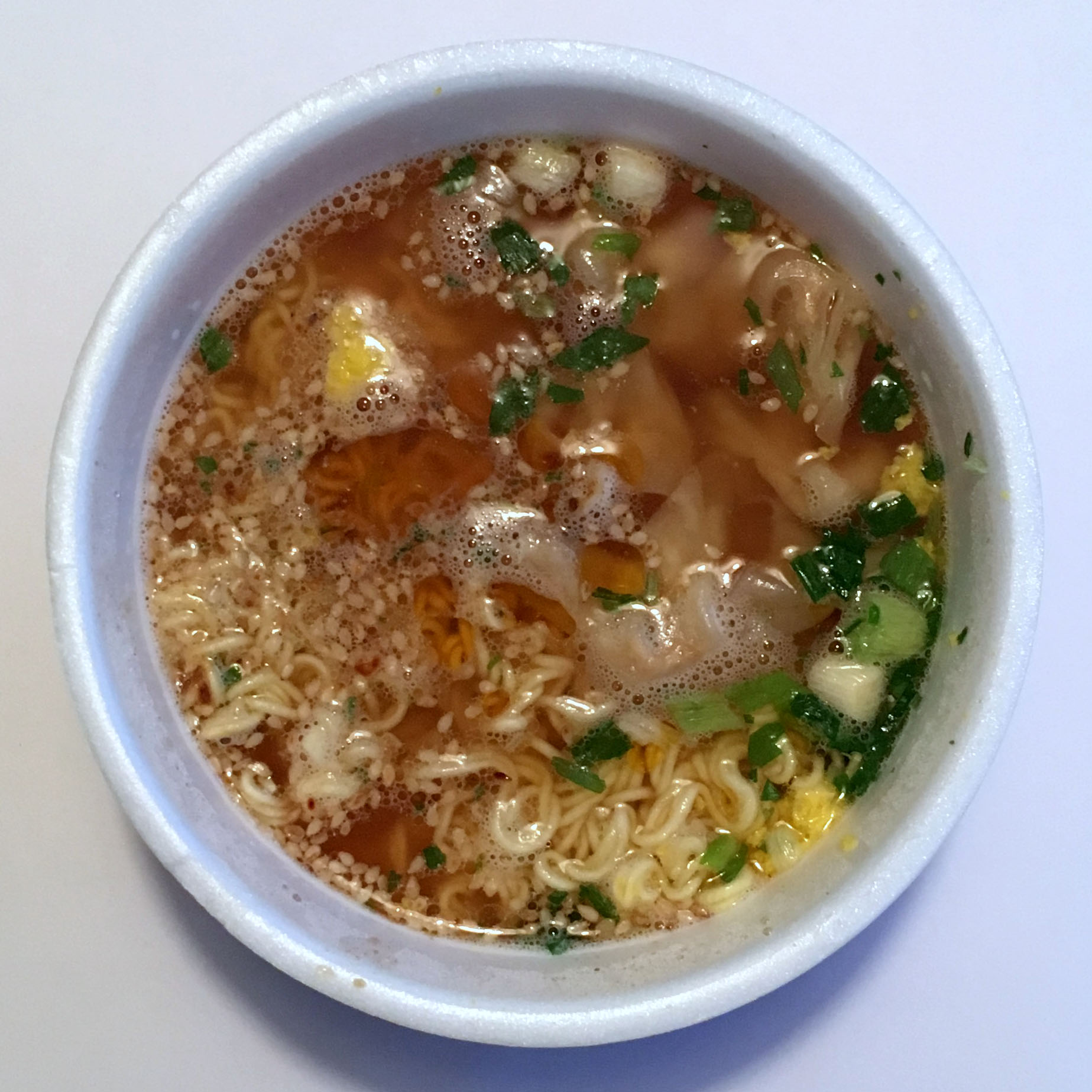
一份出前一丁即食麵。

出前一丁是日本日清食品的即食麵品牌之一，意譯為「外賣一份」。1968年於日本正式發售，並於翌年進入香港市場。因為在香港歷史悠久之緣故，「出前一丁」與「公仔麵」變成即食麵代名詞。

## 沿革
日清先後於1985年及1994在香港及中國內地設立廠房生產出前一丁，日本總公司曾進行盲測，結果為香港廠房的出品評價最好。
日本與香港的出前一丁亦同時推出杯麵。現在香港除即食麵外，還有即食通粉和即食米粉等產品。

## 宣傳
出前一丁的包裝袋上印有一個卡通男孩，他手持外賣箱，身穿傳統服飾，金髮及面有雀斑，設定上是為家族開設的麵館送外賣，名為（出前小子，香港翻譯為「清仔」）。1993年，出前一丁面世二十五週年，日清推出一系列電視廣告，講述出前小子的家族及麵館的傳承，其家族成員包括父親、母親、妹妹、祖母均有登場。2015年日本推出的真人版廣告，由速水直道扮演出前小子。
出前一丁傳統的廣告歌由日本作曲家木田太良作曲，香港版本的歌詞為「家家食出前一丁，有美味有歡笑」、「家家食出前一丁，個個實會高興」。

## 香港市場
在香港市場，出前一丁是歷史悠久的即食麵品牌，且被視為比其他常見品牌質量更佳，所以在當地茶餐廳的即食麵菜式，基本價格通常是採用公仔麵、超力、大光麵等一般品牌（常通稱為「公仔麵」），而指定採用出前一丁則需要額外收費，術語為「轉丁」。香港茶餐廳亦常以出前一丁製作撈麵，稱為「撈丁」。

## 外部連結
- 官方网站：日本、香港、中國大陸、歐洲